# 国民会議 (ブラジル)
国民会議（こくみんかいぎ、ポルトガル語: Congresso Nacional）は、ブラジルの立法府。元老院と代議院からなる二院制議会である。
日本語では連邦議会と訳されることが多い。

## 概要

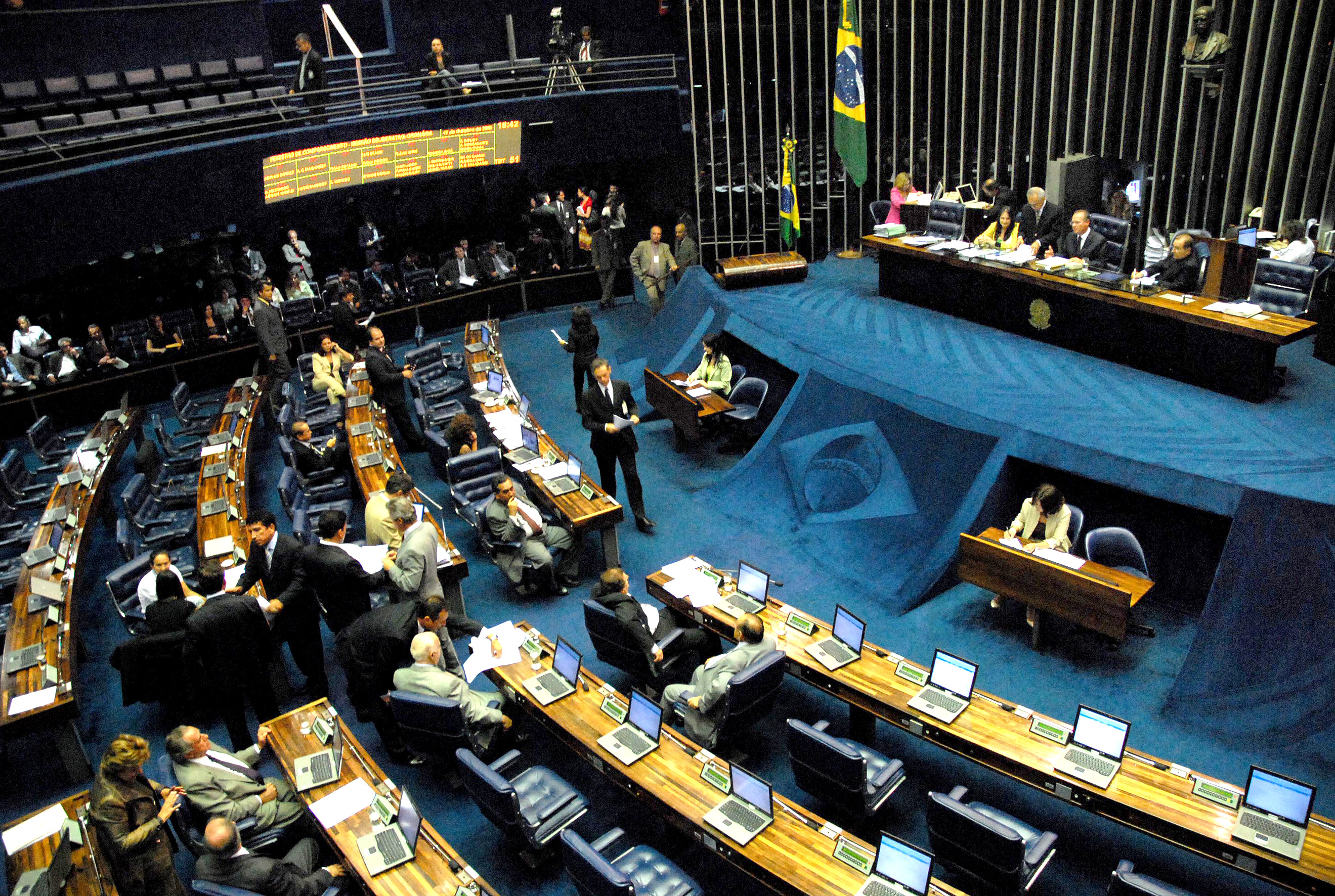
上院議場

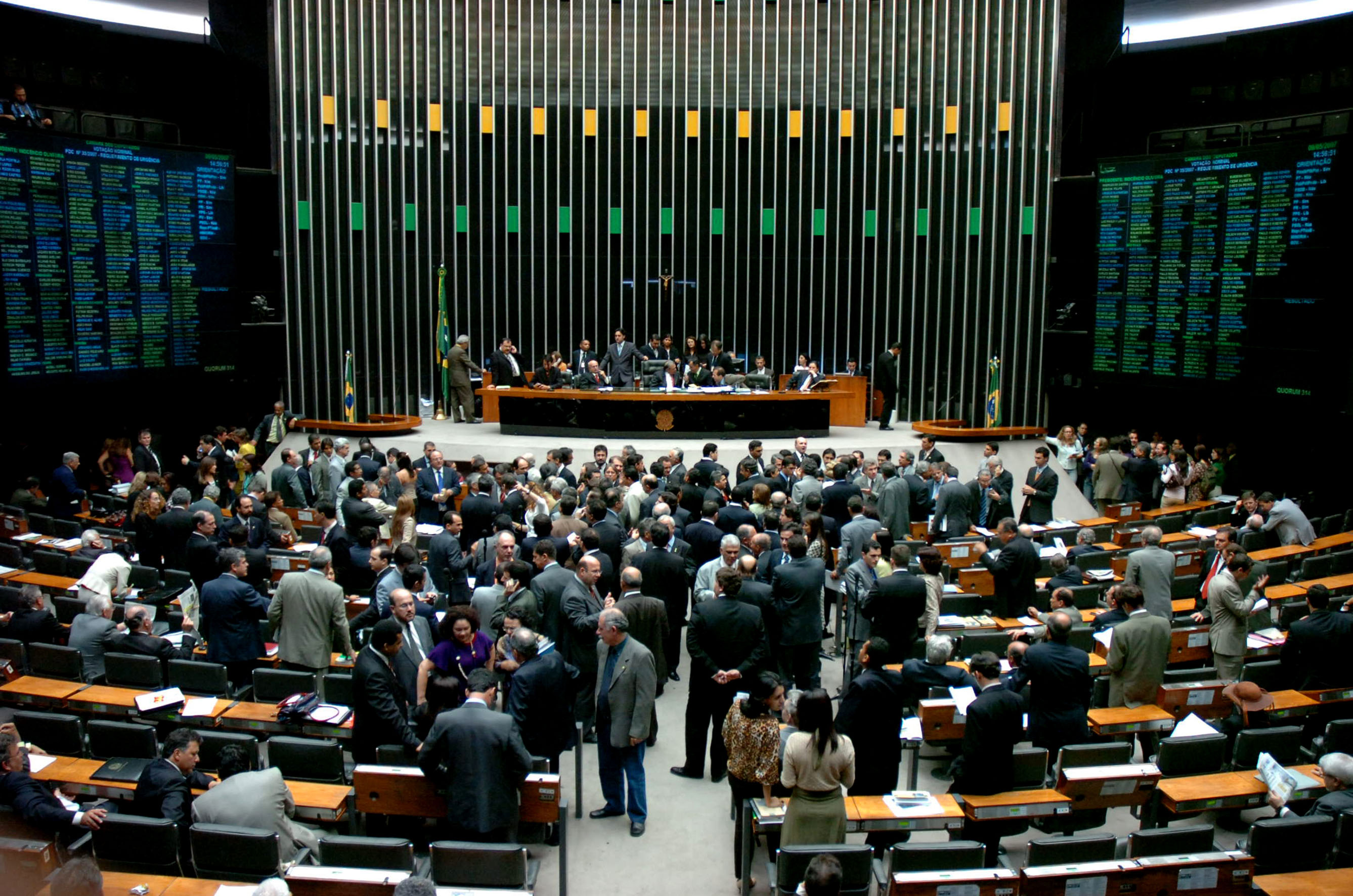
下院議場

両院制で、上院の元老院（Senado Federal）と下院の代議院（Câmara dos Deputados）によって構成される。

### 権限
国会は、税制や予算、信用操作、公的債務、通貨発行、兵力、国家・地域の開発計画、領域、直轄領・州の吸収や分離、政府の一時移転、恩赦の承認、検察組織、公職の創設や廃止、省及び行政機関の組織、通信・放送、金融や為替、貨幣、連邦最高裁の裁判官報酬などについての立法権限を有している。
また法律制定以外の権限として、
- 国有財産に重大な影響を与える条約の最終決定
- 大統領による宣戦・講和などの承認
- 15日を超える大統領外遊の承認
- 国防事態・連邦干渉・戒厳令の承認と停止
- 行政府による権限超過の規範定立行為の停止
- 国会の一時移転
- 議員歳費の決定
- 会計報告の審査
- 行政権行為の監督
- 他権力の規範定立権限の監督
- 放送許可の審査
- 会計検査院検査官の一部を選任
- 核についての政府発議の承認
- レファレンダムの承認
- 国民投票の招集
- 原住民の土地における資源開発の認可
- 公有地の譲渡承認

などがある。

### 上院
- 議員定数：81議席
- 議員任期：8年。4年ごとに3分の1又は3分の2を改選する。
- 選挙制度：各州及び連邦区から3人を選出する。

ブラジルの各州（及び連邦直轄区）は、3人の上院議員により上院を代表する。上院の選挙は、議席の3分の1か3分の2を選出することで4年毎に行われる。

### 下院
- 議員定数：513議席
- 議員任期：4年
- 選挙制度：州・直轄領・連邦区単位の比例代表制（非拘束名簿式）で選出される。

### 委員会
国会と各院にはそれぞれ、常設の常任委員会と臨時の特別委員会が設置される。なお委員会は原則として政党比例で委員を配分する。
委員会は一定範囲で法案を審議することができ、市民団体との公聴会の開催、管轄事項についての報告を求めるために国務大臣の出席を求め、公的機関の行為に対する請願等を受理し、公的機関・市民に証言を要請し、事業計画・開発計画の審査を行う権限を有している。準司法的な調査権を有している議会調査委員会は、調査を必要とする事実がある場合において、各院の3分の1の要求により、各院若しくは両院合同で設置され、調査対象となった者の責任追及のために、調査委員の結論を検察庁に送付する。
合同委員会(Comissão Mista)は両院の議員で構成される。2024年現在は合同予算委員会（Comissão Mista de Orçamento）と合同メスコール委員会（Comissão Mista do Mercosul）の二つが常設となっている

## 参考資料
- ブラジル日本商工会議所編『現代ブラジル事典』新評論社